# Epiterobia reticulatithorax
Epiterobia reticulatithorax is een vliesvleugelig insect uit de familie Pteromalidae. De wetenschappelijke naam is voor het eerst geldig gepubliceerd in 1914 door Girault.